# Kocmyrzów (stacja kolejowa)
Kocmyrzów – zlikwidowana w 2006 roku i zamknięta w 1994 roku stacja kolejowa w Kocmyrzowie, w gminie Kocmyrzów-Luborzyca, w powiecie krakowskim, w województwie małopolskim. Została oddana do użytku w 1899 roku przez LKrK. Na początku 2010 roku budynek stacji został zburzony, w związku z budową obwodnicy Kocmyrzowa. Stacja była styczna do stacji Kocmyrzów Wąskotorowy..